# Dorfkirche Briesen (Spreewald)

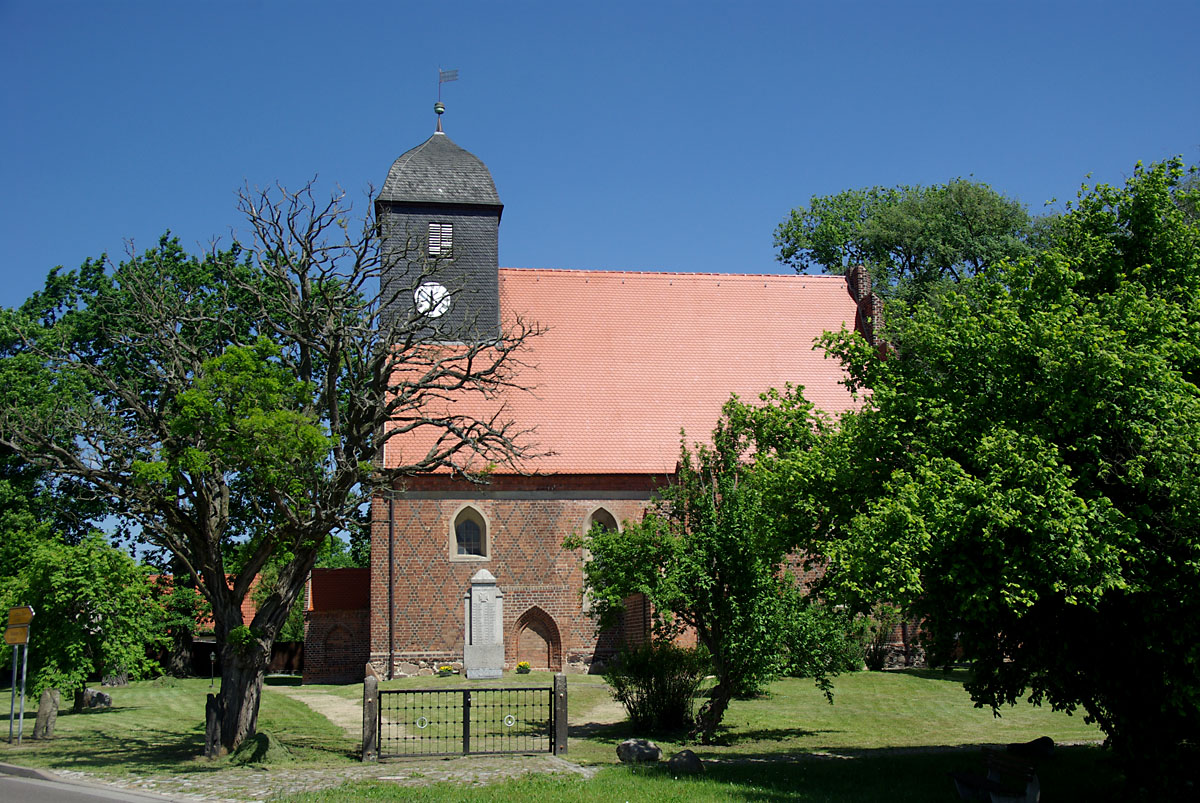
Dorfkirche Briesen (Spreewald)

Die evangelische Dorfkirche Briesen ist eine spätgotische Backsteinkirche in Briesen im Spreewald im Landkreis Spree-Neiße in Brandenburg. Sie gehört zur Kirchengemeinde Briesen-Fehrow im Kirchenkreis Cottbus der Evangelischen Kirche Berlin-Brandenburg-schlesische Oberlausitz. Besondere Erwähnung verdienen die in seltener Qualität und Vollständigkeit erhaltenen Wandmalereien im Innern der Kirche, die nach Anmeldung besichtigt werden können.

## Geschichte und Architektur

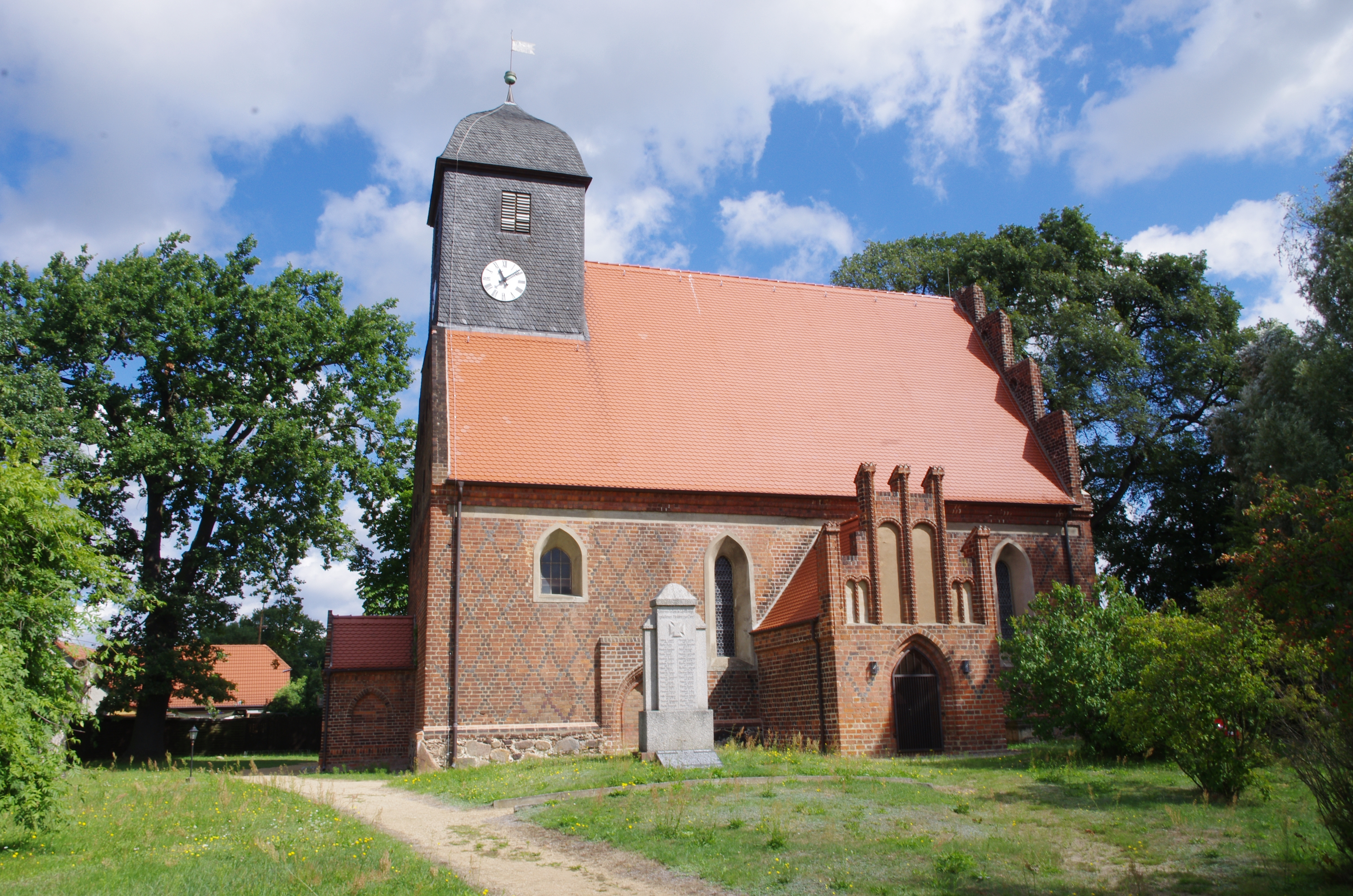
Ansicht von Süden

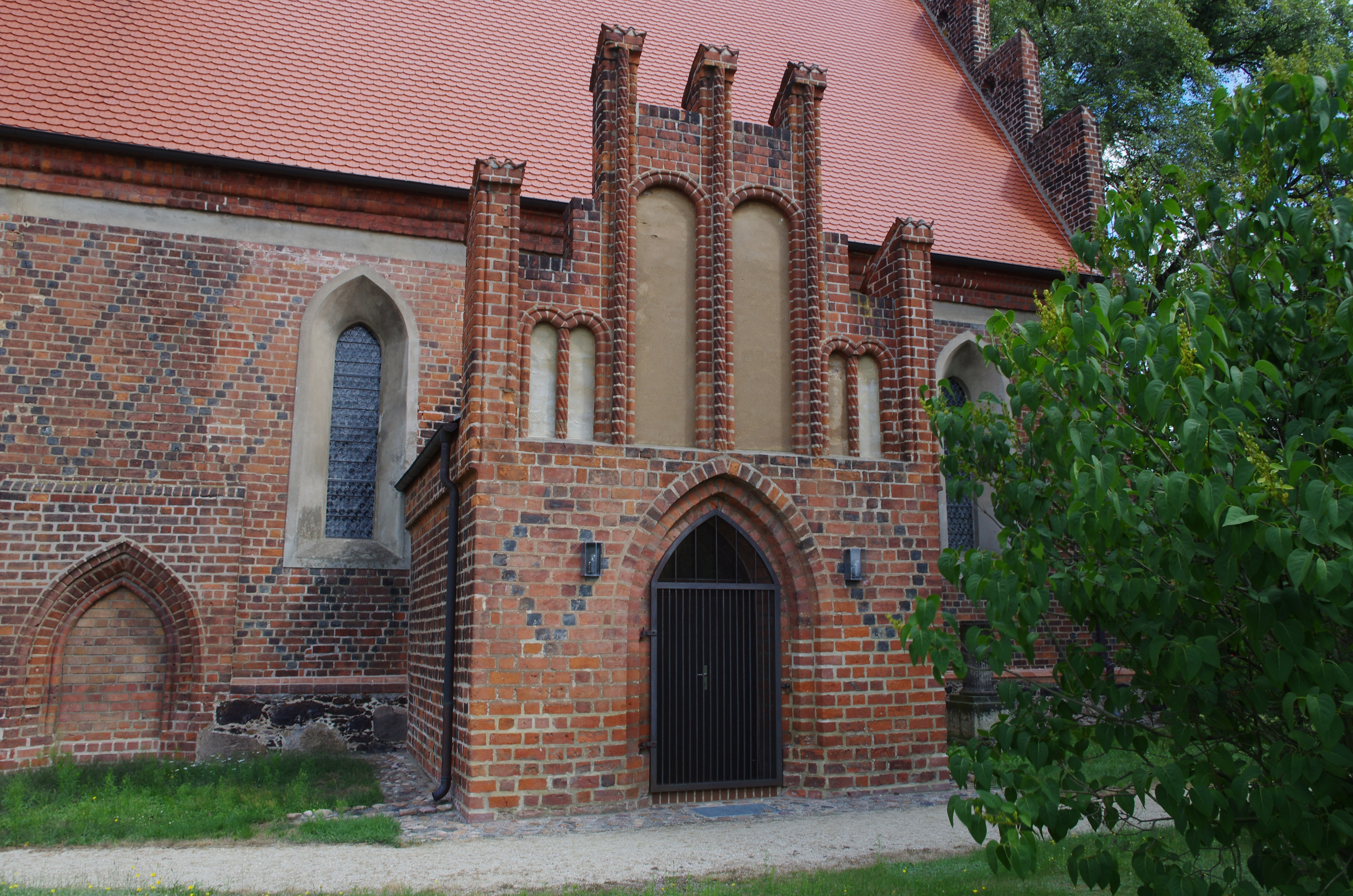
Vorhalle von Süden

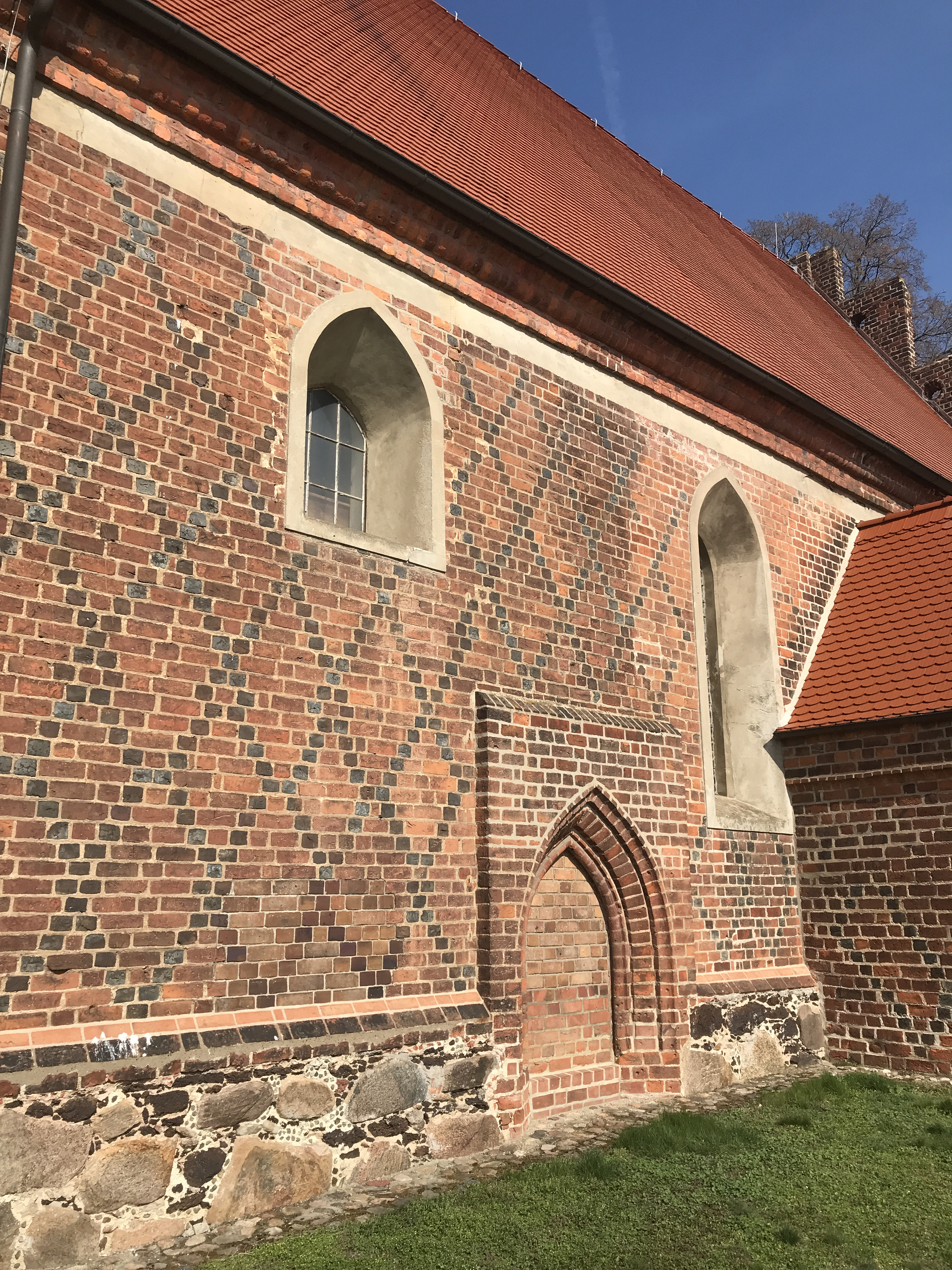
Gemauertes Rautenmuster auf der Südseite

Die Dorfkirche Briesen wurde im dritten Viertel des 15. Jahrhunderts als rechteckiger Backsteinbau errichtet. Das Ziegelmauerwerk ist etwas unregelmäßig, die Bindersteine bilden dennoch ein regelmäßiges Rautenmuster. Der Giebel wurde als Staffelgiebel ausgebildet, der aus jeweils zwei verputzten spitzbogigen Blenden gebildet ist, die von kräftigen Wülsten mit tauartigen Stäben aus Formsteinen gerahmt werden. Im Süden ist eine spätgotische Vorhalle mit Tonnengewölbe und einem ähnlichen Staffelgiebel angebaut, der teilweise rekonstruiert wurde. Im Jahr 1804 wurde ein schiefergedeckter Dachturm mit Haube aufgesetzt. Im Westen wurde eine weitere Vorhalle im späten 19. Jahrhundert angebaut. Die Kirche wurde im Zweiten Weltkrieg am Dachreiter und am Tonnengewölbe beschädigt. Bedingt durch Einschusslöcher und das nachfolgende Auswechseln der Bretter ging die Deckenbemalung fast gänzlich verloren.
Im Innern ist das Bauwerk mit einem hölzernen Flachgewölbe abgeschlossen; der Westteil ist mit einer Flachdecke gedeckt. An der Ost-, Nord- und Südwand sind Nischen eingelassen, die in vorreformatorischer Zeit zur Aufbewahrung von Reliquien, Heiligenfiguren oder Altären genutzt wurden. Im Jahr 1965 wurde eine dreiseitige Empore eingebaut.
An allen vier Wänden haben sich umfangreiche Wandmalereien erhalten, die inschriftlich auf das Jahr 1486 datiert sind. Durch ihre relativ vollständige Erhaltung, die Eigenart des Bildprogramms und durch die hohe Qualität sind sie bemerkenswert. Sie wurden 1954 bis 1958 freigelegt und zeigen die Passion Christi, die Kreuzigung und das fast zerstörte Jüngste Gericht. Weiter zu sehen sind Stifterfiguren, Mönche und junge Männer, deren Deutung aber unsicher ist. Bei der Freilegung wurde die ehemalige Patronatsloge aus dem Jahr 1673 abgebrochen.

## Ausstattung
Ein qualitätvoller holzgeschnitzter Altaraufsatz von 1701 stammt aus der Werkstatt Dreißigmark in Muskau. Der zweigeschossige Aufbau mit Weinlaubsäulen ist von Balustern flankiert und mit reichen Akanthuswangen geschmückt. In der Predella zeigt er ein Abendmahlsrelief, im Hauptfeld eine vollplastische Kreuzigungsgruppe und darüber ein Auferstehungsrelief, das mit einem mit Lorbeer umrahmtem Johanniterkreuz bekrönt ist. Die Kanzel stammt nur teilweise aus dem 18. Jahrhundert.
Kunstvolle Totenschilde für Hans Caspar von Klitzing II. († 1709),  Hans Caspar von Klitzing III. († 1699) und Carl Philipp von Klitzing († 1717) zeigen die Porträts der Verstorbenen über militärischen Emblemen. Ein vorzügliches Sandsteinrelief des Jost von Schönfeldt († 1630) mit einer lebensgroßen Darstellung des Verstorbenen in einer Rüstung ist ebenfalls zu erwähnen.  Vor der Kirche befinden sich die Gräber von Carl Wilhelm († 1817) und Marie Helene von Wackerbarth († 1836).
Die Orgel ist ein Werk von Jehmlich aus dem Jahr 1963 mit elf Registern auf zwei Manualen und Pedal.